# Веретеноподібний сцинк
Веретеноподібний сцинк (Chalcides) — рід ящірок родини сцинкових (Scincidae). Поширені в Південній Європі, Західній Азії та Північній Африці. Станом на 2024 рік описано 32(33) види. З них 13 видів  ендеміки, майже всі види занесені до ряду природоохоронних документів, зокрема до Червоного списку МСОП.

## Етимологія
Наукова назва роду походить від грец. chalkis, різновиду бронзового кольору (грец. chalkos = мідь, бронза з глянцевим вилиском).
Назва на інших мовах: cylindrical skinks (англ.; дослівно «цілиндричні сцинки»); халциды, веретеновидные сцинки (рос.).

## Опис
Ящірки переважно середнього розміру, з видовженим циліндричним змієподібним тілом, до 48 см завдовжки (L. + L.cd.). Хвіст (L.cd.) досить широкий, звичайно співмірний із довжиною тулуба з головою (L.); ламкий, здатний до регенерації. Самки зазвичай більші за самців. Голова невелика. Очі сильно зменшені й мають прозорі віконця з рухливим нижнім віком. Вухо невелике або зовсім крихітне. Кінцівки короткі, часто редуковані, з 3—5 пальцями на кожній лапці. Один вид (Chalcides guentheri) має лише крихітні зачатки ніг без пальців.
Тіло вкрите гладенькою блискучою рибоподібною лускою. Під лускатим покривом залягають кісткові пластинки (остеодерми), завдяки яким тіло сцинка виглядає  щільним і пружним на дотик. На голові остеодерми щільно зрощені з кістками черепу. 
Забарвлення верхньої частини тіла блідо-коричневе, жовтувато-коричневе або сіре, часто з численними маленькими плямами, облямованими чорним. Уздовж боків, від основи голови до початку хвоста, можуть тягнутись смуги блідніших плям, які можуть бути непомітними в темніших осіб або відсутні зовсім. Рівномірно забарвлені сцинки, без плям або смужок, трапляються досить часто. Молоді особини мають темніше забарвлення, ніж дорослі.

## Поширення
Поширені в Південній Європі, Західній Азії та Північній Африці. З них 13 видів  ендеміки.

## Особливості біології
Населяють різноманітні біотопи, але віддають перевагу сухим кам'янистим місцевостям і середземноморським ландшафтам. 
Більшість видів залишаються активними цілий рік, у несприятливий період можуть уходити у зимову або літню сплячку. Активні переважно вночі. 
Всі представники роду належать до справжніх живородних плазунів. Ембріони отримують живлення через кровоносні судини в тілі матері. Народжуються молоді сцинки повністю розвиненими.
Живляться комахами, павуками та іншими безхребетними.

## Охорона
Стан природних популяцій більшості видів в межах їх ареалів залишається більш-менш стабільним. Саме тому вони, згідно Червоного списку МСОП, отримали охоронний статус «відносно благополучні види». Раритетними є 12 видів, зокрема Chalcides armitagei (охоронний статус, згідно Червоного списку МСОП: NT), Chalcides bedriagai (NT), Chalcides ebneri (CR), Chalcides guentheri (VU), Chalcides lanzai (NT), Chalcides manueli (VU), Chalcides mauritanicus (EN), Chalcides minutus (VU), Chalcides montanus (NT), Chalcides parallelus (EN), Chalcides pseudostriatus (NT), Chalcides simonyi (EN).

## Систематика
Один із 168 родів родини сцинкових (Scincidae). Станом на 2024 рік рід нараховує 32 види:
- Chalcides armitagei Boulenger, 1922
- Chalcides bedriagai (Boscá, 1880)
- Chalcides bottegi Boulenger, 1898
- Chalcides boulengeri J. Anderson, 1892'
- Chalcides chalcides (Linnaeus, 1758)
- Chalcides coeruleopunctatus Salvador, 1975
- Chalcides colosii Lanza, 1957
- Chalcides delislei (Lataste & Rochebrune, 1876)
- Chalcides ebneri F. Werner, 1931
- Chalcides guentheri Boulenger, 1887
- Chalcides lanzai G. Pasteur, 1967
- Chalcides levitoni G. Pasteur, 1978
- Chalcides manueli Hediger, 1935
- Chalcides mauritanicus (A.M.C. Duméril & Bibron, 1839)
- Chalcides mertensi Klausewitz, 1954
- Chalcides minutus Caputo, 1993
- Chalcides mionecton (Boettger, 1874)
- Chalcides montanus F. Werner, 1931
- Chalcides ocellatus (Forskål, 1775)
- Chalcides parallelus Doumergue, 1901
- Chalcides pentadactylus (Beddome, 1870)
- Chalcides polylepis Boulenger, 1890
- Chalcides pseudostriatus Caputo, 1993
- Chalcides pulchellus Mocquard, 1906
- Chalcides ragazzii Boulenger, 1890
- Chalcides sepsoides (Audouin, 1829)
- Chalcides sexlineatus Steindachner, 1891
- Chalcides simonyi Steindachner, 1891
- Chalcides sphenopsiformis (A.H.A. Duméril, 1856)
- Chalcides striatus (Cuvier, 1829)
- Chalcides thierryi Tornier, 1901
- Chalcides viridanus (Gravenhorst, 1851)